# MALT
MALT – für mucosa associated lymphoid tissue, englisch für „Schleimhaut-assoziiertes lymphatisches Gewebe“ – ist ein System knotenförmiger Ansammlungen von Lymphozyten. Diese Ansammlungen liegen unter der Schleimhaut verschiedener Organe, die als Haupteintrittspforte für Krankheitserreger anzusehen ist und deshalb im Vergleich zu anderen lymphatischen Geweben über eine sehr große Dichte an Lymphozyten verfügt.
Für einige Schleimhäute haben sich eigene Bezeichnungen durchgesetzt: 
- im Atemtrakt als BALT in der Bronchialschleimhaut, aber auch den Tonsillen[2]
- als GALT in der Schleimhaut des Gastrointestinaltrakts (Verdauungstrakts), siehe Darmassoziiertes Immunsystem. Im Ileum, dem letzten Teilbereich des Dünndarms, werden diese Ansammlungen als Peyer-Plaques bezeichnet.[3]
- als SALT in der Haut (Skin associated lymphoid tissue)[2]

Im Verdauungstrakt kommt es am häufigsten zur (insgesamt seltenen) Entwicklung eines MALT-Lymphoms, das auch als extranodales Marginalzonen-Lymphom bezeichnet werden kann und zur Gruppe der Non-Hodgkin-Lymphome gehört. Magen und Darm sind in 50 % aller Fälle betroffen.